# Visnye
Visnye es un pueblo ubicado en el distrito de Kaposvár, en el condado de Somogy, Hungría.

## Superficie
Posee una superficie de 24,38 kilómetros cuadrados.

## Demografía
Hasta 2019 la población era de 216 habitantes, con una densidad de población de 8,860 habitantes por kilómetro cuadrado.